# Véhicule articulé

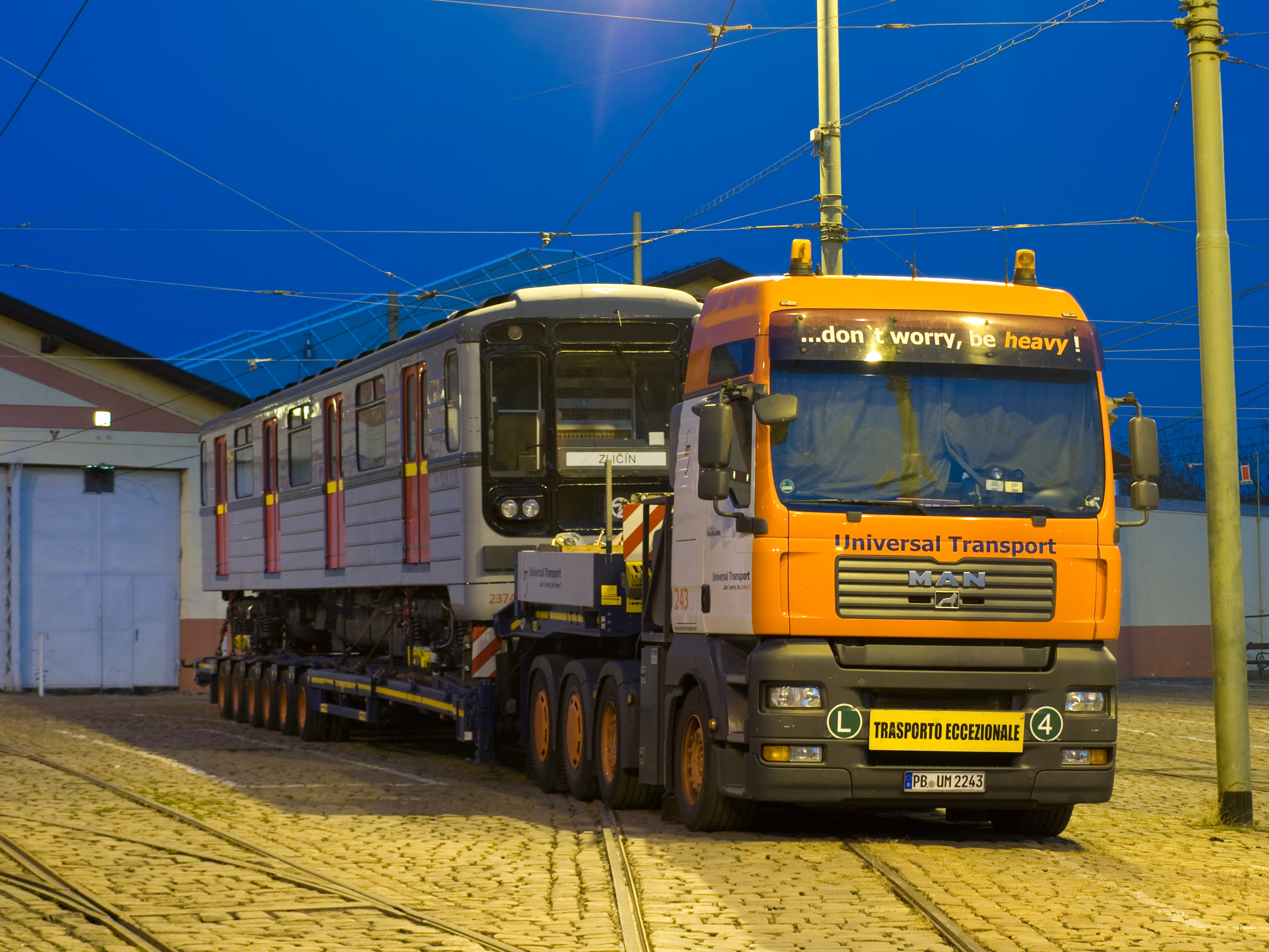
Un véhicule articulé transportant une locomotive, à Střešovice (Prague).

Panneau routier allemand représentant un véhicule articulé.

Un véhicule articulé, appelé par abus de langage un semi-remorque, est un attelage composé d'un tracteur routier et d'une ou plusieurs semi-remorques à proprement parler, utilisé dans le domaine du transport routier,.